# トナカテペケ
トナカテペケ(スペイン語：Tonacatepeque)は、エルサルバドルのサン・サルバドル県の都市。
2016年の人口は12万4000人で、国内9位。

## 人口
- 1992年9月27日：4946人
- 2007年5月12日：7万8158人
- 2016年6月30日：12万4000人

## 歴史
考古学的遺物によると、最初はピピル人が現在のトナカテペケの少し南に暮らしていた。
1560年、征服者のスペイン人は現地人をキリスト教化する為に現在のトナカテペケが有る場所に教会を建てた。
フランシスコ会はミラのニコラオスをトナカテペケの守護聖人にした。
その為、この集落はサン・ニコラス・トナカテペケと呼ばれた。
1770年までに、ソヤパンゴやイロパンゴ、サン・ホセ・グアヤバル谷を併合した。
この時、96世帯、628人が暮らしていた。
1786年、サン・サルバドルの管轄下に入った。
1807年、プエブロ(小さな村)と分類され、スペイン人が17人、現地人が718人、メスティーソ(混血)が619人暮らしていた。
1874年3月7日、ヴィラ(村)に昇格した。
1878年2月6日、市に昇格した。
1892年3月17日、地域の中心都市になった。

## 地理・気候
トナカテペケは首都サン・サルバドルの北東18kmの、標高約600mの高原に位置する。
気候は周囲の都市よりも涼しく乾燥しているが、3月～4月は暑く湿っている。
最低気温は22℃で、最高気温は28℃。